# ألبرت رامون
ألبرت رامون (بالفرنسية: Albert Ramon)‏ ولد بتاريخ 1 نوفمبر 1920 في بروج، وتوفي في 21 مارس 1993 في بلجيكا، كان دراج بلجيكي.

## روابط خارجية
- ألبرت رامون على موقع أرشيف الدراجات (الإنجليزية)
- ألبرت رامون على موقع إحصائيات الدراجات الإحترافية (الإنجليزية)